# Олександр I Карагеоргієвич
Олександр І Карагеоргієвич (серб. Александар I Карађорђевић; 16 грудня 1888, Цетинє — 9 жовтня 1934, Марсель) — Король сербів, хорватів та словенців (1921–1929), король Югославії (1929–1934). Під час Балканських воєн командував І сербською армією, а в ході Першої світової війни був верховним головнокомандувачем сербських військ.

## Дитинство та юність
Олександр Карагеоргійович, другий син короля Петра I Карагеоргієвича і княгині Зорки, дочки короля Чорногорії Ніколи I Петровича, народився в Цетинє 17 грудня 1888 р.. У той час в Чорногорії виходив листок «Голос Чорногорця» (Глас Црногорца), єдиний друкований орган країни, створений на гроші Санкт-Петербурзького митрополита, який подарував в 1833 р. 3,000 рублів на цю справу. В рубриці під заголовком «домашні новини» від 11 грудня 1888 р. (за старим стилем) з'явилася наступна замітка: «Наймолодший Карагеоргієвич: Цетинє 10 грудня. — Минулого тижня в день 4-го грудня незабаром після восьмої години ранку, почали палити рушниці по всьому Цетинє, і швидко рознеслася радісна звістка, що в цій годині Її Світлість княгиня Зорка Карагеоргієович народила сина. Як Світла породілля, так і новонароджений княжич знаходяться, слава Богу, в доброму здоров'ї». Радісна звістка про народження другого сина у князя Петра була послана у Петербург з проханням до  Олександра III бути хрещеним батьком. Російський Імператор дав свою згоду і 4(17) липня того ж року відбулися хрестини.
Коли Олександру було два роки, померла його мати і батько, тоді ще князь Петро, переселився з дітьми у Швейцарію. В Женеві діти князя Петра отримали початкову освіту.  Репетиторів для дітей князь обирав з числа сербських студентів, які викладали дітям сербську мову, літературу, фольклор та історію їх батьківщини. Крім домашніх занять діти відвідували Швейцарську початкову школу, де усі заняття велися французькою мовою. До того ж князь Петро записав хлопчиків в школу верхової їзди та плавання.
Слід зауважити, що один із сербських істориків, М. Вукович-Бірчанін, згадує, що, якраз, в цей час Олександр захворів на дифтерит. Його життя висіло на волоску протягом тривалого періоду. Лікував його знаменитий фахівець того часу — швейцарець доктор Мартін. Княжич одужав, але внаслідок цієї тяжкої хвороби в Олександра було виявлено короткозорість. Йому довелося носити окуляри, а згодом пенсне протягом всього свого життя.
У 1899 році російський дипломат О. П. Ізвольський, що був тоді послом при Баварському королівському дворі в Мюнхені, був уповноважений виїхати до Женеви і передати запрошення російського уряду дітям князя Петра продовжувати їхню освіту в Росії за казенний рахунок. Пропозиція була прийнята і влітку 1899 р., коли старшому синові, Георгію, виповнилося 13 років, а молодшому, Олександру, 12 років, батько повіз їх до Росії для продовження освіти. Літо вони провели в гостях у своєї тітки, Міліци Миколаївни, чорногорської княжни, у маєтку Знам'янка. Восени 1899 р. Олександр вступив на навчання до Ліцею Правознавства.
Коли, 29 травня 1903 р., була скинута з престолу династія Обреновичів і король Олександр I та королева Драга були вбиті, Народна Скупщина обрала 24 червня князя Петра Карагеоргієвича королем Сербії. У 1903 р. діти повернулися до Белграда, де Олександр продовжив свою освіту. Однак згодом він знову поїхав до Петербургу, де навчався в Пажеському Корпусі.
Повернувшись до Сербії, в 1909 р., він був проголошений спадкоємцем престолу, після того, як його старший брат, Георгій, відрікся від прав на престол.

## Військова діяльність
У 1912 р. Королівство Сербія, Королівство Чорногорія, Болгарське царство, та Грецьке королівство уклали Балканський Союз проти Османської імперії. Перша Балканська війна для Сербії розпочалася 17 жовтня 1912 р. Під час війни престолонаслідник Олександр командував I армією. Ця армія виграла дві великі битви під Куманово і близько Бітола, які в кінцевому результаті вирішили війну проти османів. Російський посланник упродовж 1909—1914 років у Белграді М. Г. Гартвіг писав: «У битві під Куманово Наслідний Принц Олександр проявив виняткову відвагу. У той час як турки суцільною зливою шрапнелі і гвинтівкових куль обсипали сербські позиції, Королевич верхи об'їжджав фронт, будучи помітною і привабливою мішенню для турків».
У результаті ускладнень, що виникли у зв'язку з розподілом звільнених земель між сербами і болгарами, спалахнула Друга Балканська війна. Несподівано болгари, без попереднього оголошення війни, напали на сербські війська на річці Брегальніце і на інших частинах фронту.[джерело?] І в цій війні Олександр стояв на чолі I армії. Ця короткочасна війна завершилася для Болгарії поразкою, і вже 10 серпня 1913 р. королевич Олександр узяв участь від імені Сербії в підписанні Бухарестського мирного договору між Сербією, Болгарією, Грецією, Чорногорією та Румунією. А 13 листопада того ж року укладає договір про розмежування між Сербією і Чорногорією. Після завершення Другої Балканської війни Олександр був нагороджений золотою медаллю Мілоша Обліча, у 1913 р. також був нагороджений і орденом Андрія Первозванного
У 1914 році розпочалася Перша світова війна. Сербський Генеральний штаб очолили воєвода Радомир Путник і королевич Олександр. Мужність і героїзм сербських солдатів, проявлені в перші дні боїв, знову облетіли весь світ. Сербська армія під проводом Радомира Путника та народного улюбленця Олександра Карагеоргієвича вміло захищала свою країну проти австрійської агресії, нерідко при цьому переходячи в контрнаступ.
Однак на допомогу Австро-Угорщині поспішили німці й тоді Сербія не витримавши натиску, змушена була відступати. Престолонаслідник Олександр під час походу захворів на епідемічний висипний тиф, і попри те що його життя висіло на волосині, він не покинув своєї армії і виконав легендарний перехід через Албанські гори в холоднечу й морози, після чого був евакуйований з усіма на острів Корфу, де залишки сербської армії отримали заслужений відпочинок.
Поки сербська армія переформувалювалася після жахливого переходу через Албанські гори, престолонаслідник Олександр, як тільки одужав після хвороби, поїхав з Пашичем до Франції і Великої Британії клопотати про допомогу своїм військам. До серпня 1916 р. перші сербські частини були вже перекинуті на Салонікський фронт, звідки почався переможний наступ союзних військ проти спільного ворога. У ході Першої світової війни російський імператор Микола II нагородив Олександра орденом Святого Георгія 4-го ступеня (5 вересня 1914 р.), а в 1915 році цим же орденом 3-го ступеня.

## Прихід до влади
Ще до початку Першої світової війни у зв'язку з хворобою і похилим віком короля Петра І, Олександр був призначений Принцом — Регентом Сербського Королівства. Звільнені в ході Великої війни території колишньої Австро-Угорщини стали частиною нової держави, утвореної 1 грудня 1918 р., що отримала назву Королівство Сербів, Хорватів і Словенців. Згодом Македонія і Чорногорія приєдналася до новоутвореної держави. Таким чином, південнослов'янські племена об'єдналися під короною династії Карагеоргієвичів. У 1921 р. помер старий король Петро I Визволитель, і новим правителем став Олександр. Він розумів, що керувати країною з населенням, що представляє різні релігії та культури нелегка справа, але король Олександр І твердою рукою заклав фундамент своєї нової держави, намагаючись поєднати три головні гілки південних слов'ян в одне ціле.

## Аграрна реформа
Після закінчення Першої світової війни король Олександр I у прокламації від 6 січня 1919 проголосив проведення аграрної реформи, яка б мала ліквідувати феодальні та напівфеодальні відносини в сільському господарстві та рівномірно розподілити землю. «Я хочу негайно приступити до справедливого вирішення аграрного питання, скасувати кріпосне право та великі земельні володіння. Земля буде розподілена між бідними селянами, але колишні власники отримають компенсацію.»
27 лютого 1919 були опубліковані попередні положення про підготовку до проведення аграрної реформи, яка скасувала кріпосництво в Боснії, Герцеговині, Старій Сербії та Македонії. На додаток до скасування феодального землеволодіння, було наказано експропріювати великі землеволодіння розміром від 57,5 га.
Аграрна реформа мала на меті узагальнити аграрні відносини в новій об'єднаній країні, оскільки кожна з її областей мала свої особливості, що пояснювалося історичним розвитком конкретної області.
Аграрна реформа супроводжувалася колонізацією незайнятих земель та земель, що були спустошені внаслідок війни. Сербське населення колонізувало Банат, Бачку, Стару Сербію та Македонію. Колоністи отримували по п'ять акрів землі, що прив'язувались до голови сім'ї та звільнялися від сплати податків та зборів за провезення залізницею на строк протягом трьох років.

## Внутрішня політика
У внутрішній політиці королю Олександру I Карагеоргієвичу із самого початку довелося зіткнутися з багатьма труднощами. Безпосередньо після утворення Королівства Сербів, Хорватів і Словенців стало зрозуміло, що об'єднання відбулося занадто рано. Серби внесли в це об'єднання весь свій національний, моральний і військовий ореол, у той час як хорвати з самого початку зайняли протиставну позицію. Часто королю доводилося долати опір своїх міністрів. Його прагнення створити єдину націю, знищивши національну відмінність викликали зіткнення з самим Пашичем, який був затятим сербом-націоналістом і вважав, що серби повинні відігравати головну роль у житті країни.
Хорватська ж партія Радича критикуючи цю точку зору, розпалювала сепаратистські настрої в хорватів. Таким чином, відразу ж виникло так зване «хорватське питання». Відсутність єдності великою мірою гальмувала розвиток держави в усіх напрямках. З часом ситуація все більш загострювалася. Справа навіть дійшла до пострілів у Народній Скупщині, коли були вбиті лідер Хорватської селянської партії Степан Радич і ще троє хорватських народних представників. Це призвело до того, що хорватські депутати і члени Самостійної демократичної партії вийшли з Народної Скупщини. Король Олександр 6 січня 1929 року розпустив Скупщину, скасував Конституцію і встановив королівську диктатуру, призначивши головою сформованого ним уряду генерала Петара Живковича.
Основою правопорядку в країні став декларований королем надзвичайний закон «Про захист держави» в серпні 1921, який забороняв діяльність усіх політичних партій. Спеціальним законом був створений державний суд у політичних справах, а замість органів місцевого самоврядування введений інститут державних комісарів. 
3 жовтня 1929 р. назву «Королівство Сербів, Хорватів і Словенців» було замінено на Королівство Югославія. Нова назва мала символізувати «національну єдність» населення країни. У той же день був впроваджений новий адміністративний поділ держави на дев'ять бановин, назви яких походили від тамтешніх великих річок (окрім Зетської бановини), однак кордони проводилися без врахування історико-етнографічних меж, оскільки режим намагався забезпечити сербську більшість у прикордонних районах Сербії.
Зростаюча протидія королівській внутрішній політиці з боку різних національно-політичних угрупувань змусила Олександра ввести 3 вересня 1931 р. нову конституцію, яка створювала видимість парламентського режиму, але зберігала за королем усю повноту влади. Так, усі видані до цього часу надзвичайні декрети залишалися дійсними. Парламент складався з двох палат. Вибори до Народної Скупщини й сенату проводилися відкритим голосуванням. Половина членів сенату призначалася королем, а за новим виборчим законом, у виборах 8 листопада 1931 р. взяв участь лише один список на чолі з П. Живковичем.

## Зовнішня політика
У зовнішній політиці король Олександр показав безперечну обдарованість та блискуче розуміння великих міжнародних проблем. Вже в 1921 р. він створив із президентом Чехословаччини Масариком і румунським королем Фердинандом Малу Антанту з метою захисту від угорського ревізіонізму та запобігання реставрації Габсбургів. Альянс отримав підтримку Франції, яка підписала військові угоди з кожною з трьох учасниць Малої Антанти. 27 січня 1924 р. в Римі представниками Югославії та Італії був підписаний двосторонній міжнародний договір про розділ вільного міста Фіуме, відомий як «Римський договір». У 1927 р. між Францією та Югославією був підписаний Пакт дружби, який мав характер союзу. У лютому 1933 р. члени Малої Антанти підписали Організаційний пакт, що зміцнював їхнє співробітництво. А наступного року Югославія разом з Грецією, Румунією та Туреччиною заснували Балканський пакт, спрямований проти підступів Італії на Балканах.
Королівство Югославія при Олександрі було одним із послідовних противників радянської влади та СРСР, а також комуністичного руху, оскільки в країні опинилося у вимушеній еміграції десятки тисяч громадян колишньої Російської імперії, що брали участь у визвольних змаганнях 20-х років, переважно колишніх вояків з білих армій Денікіна і Врангеля. У 1920-ті роки СРСР визнала більшість європейських країн, а після того, як в червні 1934 року Радянський Союз встановив відносини з Румунією, Югославія залишалася єдиною з балканських країн, яка не встановила дипломатичних відносин із Москвою.

## Вбивство

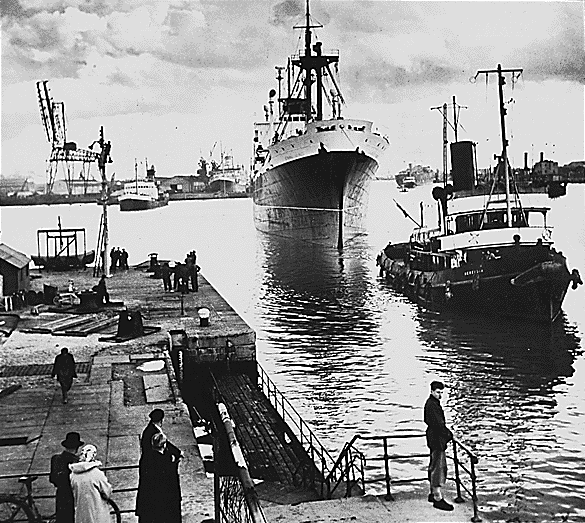
Марсельський порт у 30-х роках

На осінь 1934 р. була запланована дипломатична поїздка короля Олександра до Франції. Було вирішено, що він буде плисти до Марселя, на есмінці Югославського Королівського флоту «Дубровник», а вже потім вирушить потягом до Парижа для офіційного візиту.
Майбутній візит югославського короля Олександра I до Марселю широко обговорювався в європейській пресі. Ще до його початку у Франції з'явилися чутки про можливість замаху на монарха. Один із співробітників відомства Луї Барту сказав міністру, що «волів би, щоб король поїхав куди завгодно, тільки не в Марсель». За кілька годин до прибуття Олександра в місто, коли той вже знаходився на борту есмінця «Дубровник», паризькі ЗМІ повідомили про плановане вбивство короля з боку хорватських терористів.
Вранці 9 жовтня 1934 в Марсель завчасно прибув югославський міністр двору, генерал Дмитрович. Він був неприємно здивований охоронними заходами, прийнятими місцевими поліцейськими. Вони зводилися до наступного: по обидва боки вулиць, по яких мав слідувати кортеж, були розставлені співробітники поліції з інтервалом в 10 кроків. Крім того, вони стояли спиною до тротуару, майже не маючи можливості спостерігати за натовпом. Пропозицію британського Скотланд-Ярду взяти на себе безпеку короля було відхилено французькою владою, а югославській охороні Олександра взагалі наказали залишатися на борту есмінця. Однак, незважаючи на це, марсельський префект Совер запевнив Дмитровича в тому, що все буде гаразд.

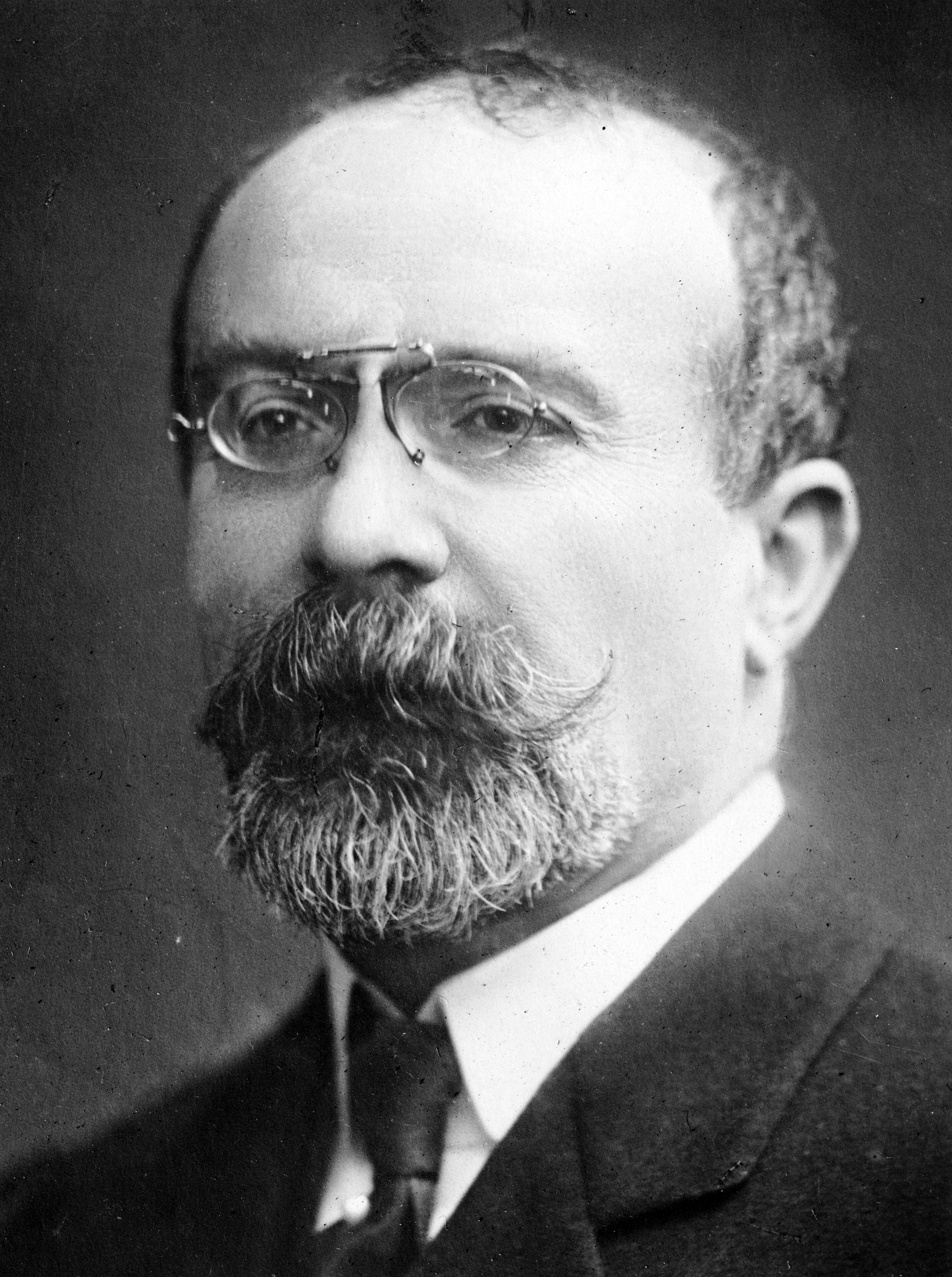
Луї Барту

Маршрут Олександра I з порту проходив однією з центральних вулиць Марселя Ла Канебьєр до площі Біржі. Там була будівля місцевого муніципалітету, де мали пройти перші переговори югославського короля і Барту, на які останній покладав великі надії.
9 жовтня приблизно о 2 годині дня «Дубровник», зустрінутий ескортом французьких міноносців і привітаний артилерійським салютом, увійшов до марсельської гавані. Олександр I в адміральському мундирі зійшов на берег Старої гавані, де його зустрічали Барту, військово-морський міністр Франсуа П'єтрі, генерал Жорж і ще ряд чиновників військового та дипломатичного відомств. У ході урочистої церемонії Жорж і король виступили з промовами, після чого попрямували до автомобіля.
Побачивши транспортний засіб, в якому належало їхати королю, Дмитрович занепокоївся. Поданий автомобіль був неброньованим лімузином з великими вікнами і широкими підніжками на всю довжину кабіни, від переднього до заднього крила, і відкидним верхом у задній частині кабіни, де мав розміститися Олександр. У разі спроби замаху на пасажирів автомобіля він не просто не давав їм ніякого захисту а, навпаки, створював усі умови для потенційного вбивці.
Під час поїздки, за словами очевидців, король помітно нервував, тривожно спостерігаючи за натовпом, що зібрався на тротуарах вулиці Ла Канебьєр. Схожі відчуття мав також Барту, який помітив, що замість запланованого ескорту мотоциклістів лімузин супроводжували лише два кінних охоронці на деякій відстані від нього. Водій автомобіля, Фуассак, вів його з мінімальною швидкістю — 4 км/год, хоча в цьому випадку швидкість мала становити не менше 20 км/год.
О 16:20 кортеж досяг площі Біржі, як раптом з натовпу, назустріч автомобілю, де знаходилися Барту і Олександр, вибіг чоловік. Один з кінних охоронців — полковник Піоле — спробував повернути коня, щоб перерізати йому шлях, але кінь встав на диби. Невідомий пробіг повз коня, застрибнув на підніжку автомобіля і, діставши револьвер, зробив перші два постріли. Обидві кулі вразили груди короля. Обливаючись кров'ю, Олександр сповз вниз по автомобільному сидінню. Третя куля потрапила в руку Барту. Шофер Фуассак, злякавшись пострілів, зупинив лімузин і вискочив з нього. Опір вбивці спробував чинити генерал Жорж, що сидів перед югославським королем, але той чотири рази вистрілив у нього, і Жорж теж сповз на дно автомобіля. Остання куля злочинця поранила поліцейського Галі, що кинувся до машини.
Всі ці події сталися протягом кількох секунд, після чого Піоле, все-таки зумів розвернути коня, наздогнав убивцю і двічі вдарив його шаблею по голові. Злочинець, весь у крові, впав на бруківку і був ще двічі поранений поліцейськими. Жертвами поліцейських, які відкрили безладну стрілянину, стали і люди в натовпі: дві людини були вбиті, ще деякі дістали поранення. Втративши контроль, натовп рушив до місця подій, затоптавши тяжко пораненого вбивцю.
Після замаху Олександра I, що знепритомнів ще в автомобілі, було негайно перенесено до префектури, прикрашеної гірляндами, а також французьким і югославським прапорами. Через кілька хвилин прапори були приспущені — король помер, не приходячи до тями. 72-річний Луї Барту отримав тяжке поранення і в той же день помер у госпіталі.

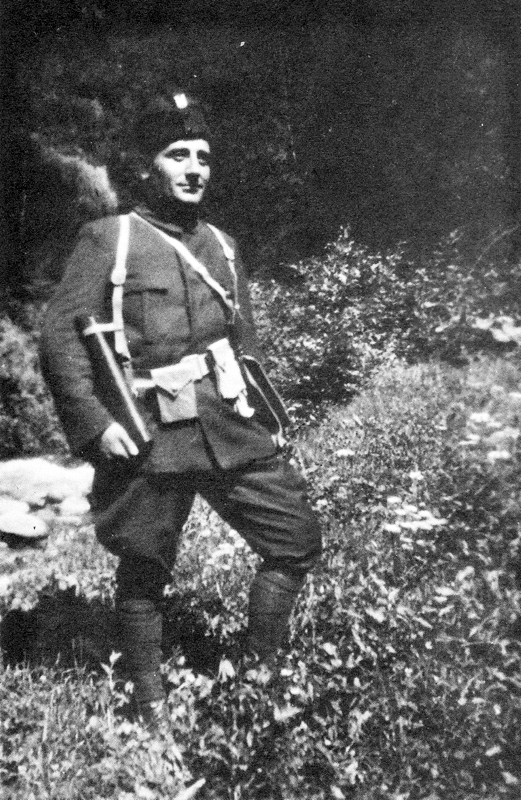
Владо Черноземський

Злочинець, доставлений в лікарню, перебував у вкрай тяжкому стані. При ньому виявили чехословацький паспорт на ім'я Петра Келемена, револьвери систем Маузер і Вальтер, а також бомбу. На руці вбивці було татуювання у вигляді знака ВМРО — македонської терористичної організації. Не приходячи до тями, він помер приблизно о 8-й годині вечора того ж дня. Особу злочинця незабаром було встановлено. Ним виявився Величко Керін Георгієв, який був одним з найбільш професійних терористів ВМРО. До теперішнього моменту його справжнє ім'я було відоме тільки його безпосереднім начальникам і поліції. Інші знали злочинця, головним чином, як Владо Черноземського, або ж «Владо — шофера» (ця кличка була обумовлена його професією). Георгієв не вживав спиртного, не курив. Він був готовий піти на будь-яку справу, за спогадами сучасників, будучи людиною холоднокровною і безжальною.
Марсельське вбивство справило фурор в Європі, загостривши відносини Югославії з Італією та Угорщиною, Франції — з Італією, а також, у світлі оприлюднення інформації про слабкість заходів безпеки, дотриманих під час королівського візиту, зменшило прагнення Югославії зближуватися з Францією. Смерть Барту, який активно виступав не тільки за відродження Середземноморської Антанти, а й за створення «Східного пакту» за участю СРСР, поставила хрест на цих планах.
Югославські газети розгорнули кампанію проти Угорщини та Італії, звинувативши керівництва цих країн в організації вбивства та у допомозі руху усташів. В Югославії той факт, що вбивцями короля стали саме усташі, спочатку був сприйнятий як аксіома, яка не потребує доказів. Французька преса, як і уряд, дотримувалися іншої точки зору, вважаючи, що інцидент — не привід для охолодження відносини між Францією і Югославією. В італійських та угорських газетах марсельські події коментувалися досить стримано.
Відразу після події в Марселі спеціальних уповноважених французького та югославського поліцейських відомств відправили до Італії, Угорщини, Австрії, Німеччини та Швейцарії з метою простежити на місці і зібрати інформацію про діяльність усташів і про підготовку ними замаху на Олександра I.
Смерть короля Олександра I глибоко вразила всю Югославію, сотні тисяч людей супроводжували тіло короля на усьому шляху до містечка Оплєнац, де він був похований у родовій усипальниці Святого Георгія, побудованій його батьком — королем Петром І. Народна скупщина і Сенат Королівства Югославія надали йому титул короля Олександра I Об'єднувача.

## Родина
8 червня 1922 р. король Олександр одружився з принцесою Марією (1900—1961), дочкою румунського короля Фердинанда I і королеви Марії Олександри Вікторії. Від цього шлюбу народилося три сина:
- принц Петро (1923—1970),
- принц Томіслав (1928—2000)
- принц Андрій (1929—1990).

За заповітом Олександра I наступним монархом ставав його старший син Петро, але будучи 11-річним юнаком він не міг правити Югославією. До повноліття Петра II Крарагеоргієвича двоюрідний брат його батька князь Павло залишався Регентом королівства, але за його правління відбулася переорієнтація країни на Німеччину та Італію. Дійшло до того, що в березні 1941 р. уряд підписав у Відні протокол про приєднання Югославії до Троїстого пакту, що викликало в країні бурю народного обурення. Саме в цей момент молодий король, не чекаючи свого повноліття, взяв владу в свої руки. Але незабаром, Німеччина та Італія окупували Югославію (квітень 1941 року), і 17-річний монарх змушений був покинути країну, вилетівши спочатку в Грецію, потім у Єгипет і, нарешті, в Лондон.

## Цікава інформація
- Король Олександр був першим сербом, що літав на літаку. Це відбулося у квітні 1910 року у Франції.[7]
- На грудях у короля Олександра було татуювання у вигляді прусського орла, що мав широко розставлені крила та в одній руці тримав меч, а в другій — символічне зображення держави. Орел був увінчаний геральдичною короною, що виглядала як корона Священної Римської імперії.[8]